# Turek (Orlická tabule)
Turek (309 m n. m.) je vrch v okrese Hradec Králové Královéhradeckého kraje. Leží asi 1 km jihozápadně od obce Jeníkovice na jejím katastrálním území.

## Geomorfologické zařazení
Geomorfologicky vrch náleží do celku Orlická tabule, podcelku Třebechovická tabule a okrsku Černilovská tabule.